# Cyrtandra involucrata
Cyrtandra involucrata är en tvåhjärtbladig växtart som beskrevs av Berthold Carl Seemann. Cyrtandra involucrata ingår i släktet Cyrtandra och familjen Gesneriaceae. Inga underarter finns listade i Catalogue of Life.